# Andrew Peeke
Andrew Phillip Peeke, född 17 mars 1998, är en amerikansk professionell ishockeyback som spelar för Boston Bruins i National Hockey League (NHL).
Han har tidigare spelat för Columbus Blue Jackets i NHL; Cleveland Monsters i American Hockey League (AHL); Notre Dame Fighting Irish i National Collegiate Athletic Association (NCAA) samt Green Bay Gamblers i United States Hockey League (USHL).
Peeke draftades av Columbus Blue Jackets i andra rundan i 2016 års draft som 34:e spelare totalt.

## Statistik
| 2013–2014   | Selects Academy at South Kent School (U16) | USPHL       | 28  | 1  | 9  | 10 | 16  | 3 | 0 | 0 | 0 | 0 |
| 2014–2015   | Selects Academy at South Kent School (U18) | USPHL       | 28  | 8  | 12 | 20 | 8   | 4 | 1 | 1 | 2 | 2 |
| 2015–2016   | Green Bay Gamblers                         | USHL        | 56  | 4  | 26 | 30 | 30  | 4 | 1 | 1 | 2 | 2 |
| 2016–2017   | Notre Dame Fighting Irish                  | NCAA        | 40  | 4  | 10 | 14 | 16  | — | — | — | — | — |
| 2017–2018   | Notre Dame Fighting Irish                  | NCAA        | 39  | 5  | 9  | 14 | 22  | — | — | — | — | — |
| 2018–2019   | Notre Dame Fighting Irish                  | NCAA        | 40  | 3  | 21 | 24 | 24  | — | — | — | — | — |
| 2019–2020   | Columbus Blue Jackets                      | NHL         | 22  | 1  | 2  | 3  | 4   | — | — | — | — | — |
|             | Cleveland Monsters                         | AHL         | 29  | 5  | 11 | 16 | 6   | — | — | — | — | — |
| 2020–2021   | Columbus Blue Jackets                      | NHL         | 11  | 0  | 3  | 3  | 4   | — | — | — | — | — |
|             | Cleveland Monsters                         | AHL         | 7   | 0  | 4  | 4  | 2   | — | — | — | — | — |
| 2021–2022   | Columbus Blue Jackets                      | NHL         | 82  | 2  | 13 | 15 | 60  | — | — | — | — | — |
| 2022–2023   | Columbus Blue Jackets                      | NHL         | 80  | 6  | 7  | 13 | 22  | — | — | — | — | — |
| 2023–2024   | Columbus Blue Jackets                      | NHL         | 23  | 1  | 7  | 8  | 6   | — | — | — | — | — |
|             | Boston Bruins                              | NHL         | 15  | 0  | 2  | 2  | 8   | 6 | 0 | 0 | 0 | 2 |
| NHL totalt  | NHL totalt                                 | NHL totalt  | 233 | 10 | 34 | 44 | 104 | 6 | 0 | 0 | 0 | 2 |
| AHL totalt  | AHL totalt                                 | AHL totalt  | 36  | 5  | 15 | 20 | 8   | — | — | — | — | — |
| NCAA totalt | NCAA totalt                                | NCAA totalt | 119 | 12 | 40 | 52 | 62  | — | — | — | — | — |

### Internationellt
| Källa: Uppdaterad: 2024-05-18 | Källa: Uppdaterad: 2024-05-18 | Källa: Uppdaterad: 2024-05-18 |         | Utv = Utvisningsminuter | Utv = Utvisningsminuter | Utv = Utvisningsminuter | Utv = Utvisningsminuter | Utv = Utvisningsminuter |
| År                            | Lag                           | Mästerskap                    | Matcher | Mål                     | Assists                 | Poäng                   | Utv                     |                         |
| ----------------------------- | ----------------------------- | ----------------------------- | ------- | ----------------------- | ----------------------- | ----------------------- | ----------------------- | ----------------------- |
| 2015                          | USA                           | Ivan Hlinka                   | 4       | 0                       | 1                       | 1                       | 4                       |                         |
| 2018                          | USA                           | JVM                           | 7       | 1                       | 1                       | 2                       | 2                       |                         |
| 2017                          | USA                           | VM                            | 8       | 0                       | 1                       | 1                       | 6                       |                         |
| Junior totalt                 | Junior totalt                 | Junior totalt                 | 11      | 1                       | 2                       | 3                       | 6                       |                         |
| Senior totalt                 | Senior totalt                 | Senior totalt                 | 8       | 0                       | 1                       | 1                       | 6                       |                         |